# Сокоррский пересмешник
Сокоррский пересмешник — вид птиц семейства пересмешниковых, находящийся под угрозой исчезновения. Эндемик острова Сокорро. Видовое название дано в честь американского орнитолога Эндрю Джексона Грейсона.
Птицы, как правило, неохотно летают, если они взлетают, то обычно на несколько метров. Это может быть адаптацией к тому факту, что на Сокорро нет местных наземных хищников, кроме краснохвостых сарычей и больших фрегатов, которые нередко охотятся на птиц размером с пересмешника.
Численность этого вида в целом составляет менее 400 особей, Международный союз охраны природы квалифицирует сокоррского пересмешника находящимся на грани полного исчезновения. Сокоррский пересмешник в основном находится под угрозой исчезновения из-за потери среды обитания, вызванной одичавшими овцами и саранчой Schistocerca piceifrons, а также хищничества со стороны диких кошек, которые появились после 1953 года, вероятно, в начале 1970-х годов. Считается, что многоголосый пересмешник, который колонизировал остров Сокорро в конце XX века, не препятствует восстановлению своего родственника — они занимают разные среды обитания, кроме того, автохтонная птица крупнее и сильнее и, вероятно, просто вытеснила бы своего материкового родственника. В настоящее время ведётся истребление овец в надежде восстановить экосистему острова.
С одной стороны, считается, что сокоррский пересмешник является плодовитым видом и сможет быстро увеличиться в численности, если улучшится среда обитания. С другой стороны, его наземные привычки делают его уязвимым для хищничества кошек, и это может ограничить его восстановление, даже если сдержать овец. Неизвестно, насколько поиск пищи в низинах, где сейчас обитают дикие кошки, важен для успешного размножения. Возможно, что хищничество на этот вид как краснохвостым сарычем, так и дикими кошками увеличилось с тех пор, как сокоррский голубь, ранее являвшийся излюбленной добычей, вымер в дикой природе. Щитовидный вулкан Эверманна, главный вулкан острова Сокорро, всё ещё активен, и извергается в ограниченных масштабах каждые несколько десятилетий. Поскольку пересмешники, по-видимому, зависят от среды обитания в высокогорных лесах, крупное извержение может поставить вид под угрозу.